# 佐久良咲希
佐久良 咲希（さくら さき、2003年3月28日 - ）は、日本の元AV女優。LIGHT所属。

## 略歴
2022年2月、MOODYZの専属女優としてAVデビュー。
2022年8月、専属を離れ企画単体女優となる。
2023年7月10日、現役引退を発表。
2025年6月16日週FANZA動画フロアランキングで2024年に発売された『福袋 円光タダまん 美少女生中出し18名収録 総尺40時間41分（2441分）』（First Star）が1位に上昇した。

## 人物
山梨県出身。
陸上部をやめた中学3年の頃に筋肉が脂肪に変わりムチっとしだし、体型も変わりそれまで普通だったバストが大きくなった。
17歳の時に当時付き合っていた彼と初体験。ただその時は、相手が早くイってしまい、挿入感や気持ちいいとかも感じられずに、いつの間にか終わってしまった。
自分に自信がなくて、少し興味はあったがほとんど見たことのないAVという未知の世界を知って挑戦すれば自信が持てるようになるのではという思いからAV女優となった。

## 作品
◎はBD版発売作品。

### アダルトDVD / BD
- 新人18才 オッパイは少女 中身は子供 Gカップ 性の知識はちょっとだけ無自覚AVデビュー（2月1日、MOODYZ）◎
- なんか凄いのが来るよぉ 初イキ3本番! ぜんぶ初体験Hプレイでドキドキパニック絶頂（3月1日、MOODYZ）◎
- 嫌と言えない内気な巨乳少女とねっとり侵入する中年マッサージ師（4月19日、MOODYZ）
- おとなしい巨乳連れ子の弱みを握りいつでもハメれるおま○こ丸出し衣装を着せて即ズボ潮吹き肉便器（6月7日、MOODYZ）
- オッパイはGカップ性の知識はちょっとだけな美少女がドキドキ初挑戦 ご奉仕ソープランド（7月5日、MOODYZ）◎
- 出張先の温泉接待でムリやり相部屋 濃厚オヤジ達に朝までイカされ続けた私（8月2日、MOODYZ）
- おじさん、あそぼ 〜1日だけのわるい子〜（9月6日、桃太郎映像出版）
- 「童貞くんのオナニーのお手伝いしてくれませんか…」海水浴場で声を掛けた心優しい水着美女がマジックミラー号で童貞くんを赤面筆おろし! 2022夏 シリーズ最多6名収録（9月8日、SODクリエイト）※「はる」名義
- 中出し無垢148cm 肉感Gcup さきちゃん ◆あやうい田舎娘みぃつけた◆ 鬼ピス激イキ初体験♂ #オフパコ娘とホテルお籠もり淫乱絶頂SEX（9月13日、オーロラプロジェクト・アネックス）
- 美巨乳 148cm地味っ子コスプレイヤー キモオタ親父達の煽りにNOと言えず いいなり中出し乱交で覚醒めちゃった!（9月20日、ABC/妄想族）
- 禁断セフレ 0円美少女 さきちゃん（9月27日、First Star）
- アナウンサー志望の名門校女子大生限定! 「女子アナはどんな状況下でも原稿を読めるはず!?」 固定バイブ淫語ニュース超過激リポート! イタズラ妨害に屈せず原稿読み終えたら100万円! 途中で断念したら即ハメ中出し罰ゲーム!（10月18日、はじめ企画）※「さくら」名義
- 押しに弱いエステティシャンへハミ出し勃起チ○ポをアソコに押し当てパンツ越し先っぽグリグリ挿入! 欲しがるまで焦らしコスればナマSEXできちゃうのか? Vol.7（11月15日、はじめ企画）

- パコ撮りNo.76 初心でシャイな小柄J●に「おチンチ●の方が良い…」と言わせてから生チンで気持ち良くしてあげ中出し!「まだビンビンでしょ?」と嘘をついて再び中出し!（1月12日、First Star）
- 純朴巨乳少●中出し ～性癖異常者の猥褻行為～ さき148cm地味っ娘（2月21日、姦乱者/妄想族）
- 娘に喰わせてもらってます。 佐久良咲希（3月10日、ワープエンタテインメント）
- 俺の妹が低身長のロリ巨乳でもうガマンできない! 佐久良咲希（3月28日、K-Tribe）
- 妹わいせつ睡眠薬レ●プ（4月5日、GLAY'z）
- 血の繋がりのない妹と二人っきりの3日間! ここぞとばかりにセックスしまくった!! 佐久良咲希（4月20日、プラネットプラス/アンビバレンツ）
- 素人ナンパバラエティ 卒業直後の清純女子生徒をガチナンパ! 1ml5万円のヌキヌキ連続射精チャレンジ! 自分の身体を遣って何度も射精をさせ高額賞金GET! 射精を促す為にキツキツ純情マ○コにデカチンを挿入して失禁・痙攣・大絶頂!（4月20日、サディスティックヴィレッジ）
- 素人バラエティ 田舎のお嬢様学校のJ○が挑戦するギチ詰めローターチャレンジ! ローターを膣口が閉まらなくなるまでマ○コに挿入！勝ったら賞金総取り、負けたら即ハメ中出し! 2（5月11日、サディスティックヴィレッジ）
- サポマン 流されやすく断れない脱いだら巨乳のおとなしめ系女子 さきGcup（5月16日、姦乱者/妄想族）
- 素人ヘアヌード大図鑑～未成熟な10代女子校生編（5月23日、S級素人）
- 色白もち肌巨乳姪っ子の膨らみ乳に我慢できず変態叔父がおっぱい吸い付きピストンで何度も孕ませ中出ししまくった。 佐久良咲希（6月6日、LUNATICS）
- 素人女子大生が挑戦! 乳首敏感早漏体質改善プロジェクト! 凄テクAV男優のイっても止めないチクストで変態女子に大変身! 常に乳首でイキながら連続中出しSEX（6月9日、赤面女子）
- 家出少女とオジサンの小さな恋の物語 佐久良咲希（6月20日、プラネットプラス/アンビバレンツ）
- 素人バラエティ 耐えたら賞金! ダメならデカマラ即ハメ! 女子大生ガニ股顔面騎乗クンニチャレンジ! 敏感なクリの皮を剥がれデロデロに舐められ膣穴に舌を捻じ込まれガックガック絶頂イキ潮噴出しまくり!! 発情ナマオメコに、中出し合計11連発! 5（7月6日、サディスティックヴィレッジ）
- 一言一句、僕の言う通り調教ごっこ。（8月1日、こぐま/妄想族）
- 素人バラエティ 街行く女子○校生がおま○こ丸出し拘束されたまま何度もイカされ絶頂潮吹き! 人生初の快感に火照りが止まらない素人娘はデカチンを見せつけられると連続生中出しも拒めない!（8月10日、サディスティックヴィレッジ）
- 148cm巨乳Fカップ エッチなこと大好きなのに恥ずかしがりな赤面彼女とコスプレ2セックス（8月27日、MERCURY）
- 授乳委員会へようこそ! Fカップ人見知り学生が授乳に目覚めた日（8月27日、First Star）
- マジックミラー号 ハードボイルド街歩く女子○生がおま○こ丸出し拘束されたまま何度もイカされ絶頂潮吹き! 人生初の快感に火照りが止まらない素人娘はデカチンを見せつけられると連続生中出しも拒めない! 5人全員中出し! 5（9月21日、サディスティックヴィレッジ）
- 素人バラエティ真夏のビキニ素人娘限定! ナママンで挑戦するテカヌルオイル素股チャレンジ! 素人男を‘小陰唇ズリ’で10分以内に射精させたら賞金10万円! ヌルべちゃの粘膜接触でナマチンマンが擦れ合い興奮した見知らぬ男女は中出しSEXまで5秒前!?（9月21日、サディスティックヴィレッジ）
- うさぎ系女子 咲希ちゃん 佐久良咲希（10月24日、オーロラプロジェクト・アネックス）
- アイドルユニット キメセクW堕ち（10月27日、ハラスメント）
- デカチン制裁! 塩対応パ●活超生意気娘を徹底的に理解らせた バックの途中でコンドームポイ! 何度イっても謝っても絶対許さない高速激ピストンで足腰ガクブル完全敗北! 泣きべそイキ!! 5  大人をなめ腐った円光娘4名（11月10日、赤面女子）
- 部屋の内見に付き合ってくれたOLのプリプリでかわいいお尻に我慢できず、その場でハメて中出ししてしまいました 佐久良咲希（12月5日、かぐや姫Pt/妄想族）
- 激カワ娘独り占め! 初対面で中出しさせてくれた素人ハメ撮り個撮映像4時間（12月5日、GLAY'z）
- ブルマ穿いて欲しいんでしょ! この変態さん! 5 どうしてもお兄ちゃんとエッチしたいブラコン女子○生の妹が、兄の隠していたブルマ体操着を発見!! 妹のブルマ体操着姿にフル勃起して、ついに一線を越えて擦りつけハメてしまった!（12月21日、SWITCH）
- 妻が出て行きました… そして娘が妻になりました… 佐久良咲希（12月31日、テンダー）

### アダルトVR
- 初めて出来たロリ彼女が脱いだら… わぉ! 着衣から想像できないGcup色白美巨乳! フェラで!パイズリで!セックスで! 最高すぎて3発ドッピュン!（9月4日、kawaii*）
- 「恥ずかしかったけど… 気持ちよかったです…」 真っ白美乳に感涙!! この黒髪女子とこれからSEXします! 心臓の音が聞こえてきそう…うぶうぶかわいい小動物系巨乳美少女と中出しエッチ!（9月24日、CRYSTAL VR）
- 制服少女にいたずら（9月28日、ワンズファクトリー）※「さき」名義
- S-Cute VRフェラチオコレクション 美少女のおしゃぶりが気持ち良すぎる口内発射8連発!（12月2日、S-Cute）
- ダメダメな僕を全肯定してくれる G カップ癒しカノジョ。 24時間寝ても覚めてもおっぱいちゅーちゅー甘やかされ同棲生活! 射精の瞬間もおっぱい吸ったまま中出しビクビク絶頂! 幸せ5射精!! 佐久良咲希（12月22日、ワンズファクトリー）

- 接吻だけの約束なんて守れない… ボクの理性をダメにする口づけ性交 佐久良咲希（4月14日、KMPVR）
- 太腿マ○コに挟まれて僕のチンポは馬鹿になった…【腿コキ特化VR】15人完全撮りおろし（6月10日、こあらVR）
- 「大好きなお兄ちゃんの精子咲希のナカにちょうだい」【本物J○専門店! 時間無制限! 発射無制限!】甘えたがりJ○がちっちゃい身体とGcup美巨乳を使って萌え萌え献身ご奉仕!【即尺・洗体・ルーズ足コキ!】痙攣連発の早漏ま○こでザーメン搾取! 足コキ・口内発射・キツマン中出し3発射 ゴムNG 中出しOK超高級ソープ 佐久良咲希（6月21日、こあらVR）

### ネット配信
- ロケ研修中の女子新入社員に突撃・野球拳!（9月5日、SODクリエイト）※「岡部美穂」名義
- #929　Saki（9月9日、S-Cute）
- 【隠れ巨乳】【一体どこにそんなモノを!?】超大人しいけど、実はむっつり!しかもG乳! ネットでAV応募→AV体験撮影 1908 さき 18歳 大学生（10月1日、シロウトTV）
- 【童顔×卑猥ボディ♪ミニマム巨乳なむっつりコンカフェ嬢とイチャラブハメ撮り】シャイな性格を克服するためにハメ撮り頑張ります!超きゃわたんコンカフェ嬢のムッチリボディを出勤前に全力堪能♪最初はゴムハメだったけど快楽には抗えず、結局お仕事おサボり生ハメ&中出し2射精!!【あまちゅあハメREC#さくら#コンカフェ嬢】（11月15日、MOON FORCE）
- さき (18) / 童顔なのにGカップのロリJ♪【1限目】ホテイン即エッチ開始! 美乳開放で乳首責めしたらウットリ & シットリおま●この完成♪そのまま生SEX中出しで大満足【2限目】コスプレ姿でイチャイチャしてたら即勃起! 脚コキ→パイズリ→フェラのフルコースを堪能したのち再度挿入! 最後は綺麗なおっぱい目掛けて大量ぶっかけ!（11月17日、しろうとまんまん）
- 百戦錬磨のナンパ師のヤリ部屋で、連れ込みSEX隠し撮り 267 さき 18歳 裏垢持ちアイドル  裏垢で遊びまくってる清楚系アイドルを自宅に連れ込み! イチャイチャSEXは隠しカメラでバッチリ録画! ハリのある美巨乳(推定Gカップ)が揺れる!!（12月1日、ナンパTV）
- さき (opcyn377)（12月23日、おっぱいちゃん）

- 【ロリ顔OLをハメ倒す!】大人しい性格の清楚系女子にJ●制服着せてハメ撮りSEX!【OL / 清楚系スケベ】あきちゃん（1月14日、ハメタバース）
- さくらたん（1月15日、東狂ハメンジャーズ）
- SAKURA (sth039)（1月19日、素人ホイホイSH）
- ゆき  声がかわいい隠れ巨乳のショートカットJ♪! 引っ込み思案でもち○ぽのしゃぶり方は知ってるみたいです!（1月22日、しろうとまんまん）
- S.S（1月24日、素人ホイホイLOVER）
- 咲希（2月2日、素人ムクムク）
- 流出01（2月5日、路地裏ぱんぱん）
- さきちゃん（2月6日、浮遊僧）
- さきっぽ（2月13日、ギャルpay）
- さき（3月15日、あの素人娘のエッチの仕方を公開します。）
- ひな (nnp0011)（3月17日、素人参加バラエティ）
- さきちゃん (oreco336)（6月5日、俺の素人-Z-）
- ちいかま（6月21日、素人ホイホイpower）
- 【物心ついた時からGカップ】看護師を目指す控えめ巨乳美少女を彼氏の特権ハメ撮り!! ふわふわのおっぱい、ナチュラルなマン毛、可愛い喘ぎ声、シーツにしがみついてビクビク震える身体…。全てが可愛らしくてキュンドピュが止まらない!!!【VlogDiary #023】さき 20歳 看護専門学生（6月22日、VLog Diary）
- さき（7月21日、ピクチン）
- ※ロリG乳JD恥じらいハメ撮り連続搾精※【水着はまハメJD!! エロむちBODY大昇天!!】【恥じらいSEXスタートからの… ムチムチびんかん体質覚醒!!】【ピンク乳首は禁断の味!? 合法ロリおっぱい美少女のエチエチハメ撮り初体験!!】マンネリ打破でダメもとハメ撮り提案!! 恥じらいOKする一途なエチエチろりボインJD!! 最後はしっかりお掃除フェラ搾精!!【ハメ撮りとれちゃいました：25】ミニマムボインG乳まだまだ生育中!? 揉めば揉む程大きくなるなる乳と声!! どちゃえろJDロリ美少女のエチエチ膣内射精2 & お掃除フェラ!! / さき / 20歳（8月4日、プレステージプレミアム）
- 【G乳ロリボイン美少女ヤリマン(レイヤー)参上!!】【エロムチ合法ロリ乳レイヤーの過激コスSEX!! 3連戦収録!!】【承認欲求と昇天欲求の鬼のやりまんリトルモンスター襲来!!】エロむちボインのコス好きJDと連続搾精SEX!! 学生時代からコスHをたしなむガチド淫乱の成長中G乳ボインの超絶エチエチテク!! 魅せる逝かせる楽しむSEXがモットーのエロムチ美少女のびんかんエチエチ3搾精SEX / ヤリマンGP / 024 さくらちゃん / 20歳 / 筋金入りのコスHマニアのロリムチボインJD!! 成長中のGカップでコスSEXでイキまくる!!（8月11日、プレステージプレミアム）
- SAKI (oreco430)（8月16日、俺の素人-Z-）
- Saki (oreco442)（8月27日、俺の素人-Z-）
- マジ軟派、初撮。 1954 さき 2●歳 大学生 ファミレスバイト  バイトでミスってヤケ酒してるかわいこちゃん発見! 「どしたん話聞こうか?」とホテルに連れ込む! Hなことに興味津々のようなのでおっぱいに手を伸ばす…! ムチッと色白で抱き心地良し! 可愛い声で鳴きながら膣奥ピストンで絶頂!（8月31日、ナンパTV）
- さくらん & ひまりん (oremo037)（10月11日、俺の素人-Z-）
- さき（10月14日、シロパコ）
- さき 2（11月18日、シロパコ）
- さき（12月3日、INDY）

### デジタル写真集
2022年
- 初恋 佐久良咲希【ヌード写真集】（11月11日、プレステージ出版、撮影：C:TAKERU）
- 初恋 佐久良咲希【グラビア写真集】（11月11日、プレステージ出版、撮影：C:TAKERU）

2023年
- 絶対的スーパーナチュラルポーズブック 佐久良咲希（1月13日、プレステージ出版、撮影：C:TAKERU）
- 絶対的青春スポーツポーズ集 佐久良咲希（5月19日、プレステージ出版、撮影：C:TAKERU）

## 掲載

### 雑誌
- 月刊FANZA 2022年5月号（ジーオーティー） - インタビュー「HATSUMONO!」